# Pesti Hírlap (melléklet)
Az 1866 és 1867 márciusa között megjelent Pesti Hírlap (korabeli helyesírással rövid i-vel: Pesti Hirlap), majd folytatása, az 1867-től 1870 közepéig megjelenő Pesti Hetilap a Deutsch Testvérek által kiadott Magyarország és a Nagyvilág hetilap politikai melléklete volt. 1867-ben a Pesti Hírlap mellékletet néhány hónapon keresztül napilapként adták ki (a heti melléklet ez idő alatt is megjelent Pesti Hetilap címen), de a napilap 1867 augusztusában megszűnt, 1870-ig csak a Pesti Hetilap (heti) melléklet maradt meg a Magyarország és a Nagyvilág mellett.

## Története
Ez volt a második olyan periodika, ami ezen a címen jelent meg: korábban Kossuth Lajos lapjaként már létezett Pesti Hírlap.
A Magyarország és a Nagyvilág magát ismeretterjesztő és szépirodalmi képes hetilapként jellemezte, és valóban a közművelődési sajtó része volt. Ugyanakkor politikával is foglalkozott mellékletén keresztül, ami 1866. december 16-án jelent meg először Frankenburg Adolf szerkesztésében. Ennek az a jelentősége, hogy Frankenburg már a Kossuth Lajos által kiadott Pesti Hírlapnak is szerzője volt, így személyében olyasvalaki vitte a lapot, aki a Kossuth-i eszmék elkötelezettje volt. A lap felelős szerkesztőjeként Lázár Kálmán volt feltüntetve.
Pesti Hírlap címen, heti mellékletként azonban csak alig négy hónapig jelent meg a lap. 1867. március 5-étől ugyanis áttértek a naponkénti megjelenésre, miközben a heti melléklet továbbra is megmaradt – ám már Pesti Hetilap címen. Napilapként azonban a Deutsch Testvérek Pesti Hírlapja nem állta megy helyét, ezért azt 1867 júliusában megszüntették – ám a heti melléklet továbbra is megjelent 1870 júliusáig Csukássy József és Vértes Arnold szerkesztésében.
```
Magyarország és a Nagyvilág (hetilap)
    |1865                                                                                                                 |1884
    |________|____________________________________________________________________________________________________________|
     Pesti Hírlap (heti melléklet)  Pesti Hetilap (heti melléklet)
             |1866. XII.                 |1867. III.                   |1870
             |___________________________|_____________________________|
                             Pesti Hírlap (napi melléklet)
                                         |1867. III.    |1867. VII.
                                         |______________|
```

Ennek a Pesti Hírlapnak sem heti, sem napilap mellékletként nem volt jelentősége a piacon c napi megjelenésűként mindössze fél évig adták ki –, a korábbi és későbbi Pesti Hírlapok több nyomot hagytak a sajtótörténet palettáján.